# 下野小金井郵便局
下野小金井郵便局（しもつけこがねいゆうびんきょく）は栃木県下野市にある郵便局。民営化前の分類では集配普通郵便局であった。

## 概要
住所：〒329-0499 栃木県下野市駅東6-1-1

## 沿革
- 1872年8月4日（明治5年7月1日） - 小金井郵便取扱所として開設[1]。
- 1875年（明治8年）1月1日 - 小金井郵便局（五等）となる。
- 1885年（明治18年）10月1日 - 貯金取扱を開始。
- 1893年（明治26年）4月1日 - 為替取扱を開始。
- 1969年（昭和44年）4月11日 - 電話交換業務を小山電報電話局に移管[2]。
- 2000年（平成12年）8月1日 - 特定郵便局から普通郵便局に局種別改定するとともに、下野小金井郵便局に改称。
- 2006年（平成18年）10月23日 - 延島（のぶしま）郵便局から「323-01xx」区域の集配業務を移管[3]。
- 2007年（平成19年）10月1日 - 民営化に伴い、併設された郵便事業下野小金井支店に一部業務を移管。
- 2012年（平成24年）10月1日 - 日本郵便株式会社発足に伴い、郵便事業下野小金井支店を下野小金井郵便局に統合。
- 2017年（平成29年）2月20日 - 上三川郵便局から「329-06xx」区域の集配業務を移管。

## 取扱内容
- 郵便、印紙、ゆうパック、内容証明
- 貯金、為替、振替、振込、国際送金、国債、投資信託
- 生命保険、バイク自賠責保険、自動車保険
- ゆうちょ銀行ATM
- 「329-04xx」「323-01xx」「329-06xx」区域（下野市（旧河内郡南河内町域、旧下都賀郡国分寺町域）、小山市の一部、河内郡上三川町の一部）の集配業務
- ゆうゆう窓口

## 周辺
- 下野市立国分寺東小学校
- エコス小金井店
- 小金井一里塚
- JRA競走馬総合研究所 栃木支所
- 国道4号

## アクセス
- 東日本旅客鉄道（JR東日本）東北本線（宇都宮線）小金井駅から東へ約300m（徒歩約3分）
- 北関東自動車道 壬生ICから南東へ約14km
- 駐車場あり：24台